# Uzbekistán na Hopmanově poháru
Uzbekistán se zúčastnila Hopmanova poháru pouze v roce 2003, kdy vyhrál kvalifikaci a dostal se do základní skupiny.

## Tenisté
Tabulka uvádí seznam novozélandských tenistů, kteří reprezentovali organizaci na Hopmanově poháru.
| Jméno             | Celkem V-P | Dvouhra V-P | Čtyřhra V-P | Poprvé | Počet startů |
| Oleg Ogorodov     | 2–6        | 1–3         | 1–3         | 2003   | 1            |
| Iroda Tulyaganova | 2–6        | 1–3         | 1–3         | 2003   | 1            |

## Výsledky
| Rok  | Fáze soutěže         | Místo konání         | Soupeř        | Výsledek | Stav   |
| ---- | -------------------- | -------------------- | ------------- | -------- | ------ |
| 2003 | Kvalifikace Play-off | Burswood Dome, Perth | Paraguay      | 2–1      | Výhra  |
| 2003 | Základní kolo        | Burswood Dome, Perth | Spojené státy | 0–3      | Prohra |
| 2003 | Základní kolo        | Burswood Dome, Perth | Belgie        | 0–3      | Prohra |
| 2003 | Základní kolo        | Burswood Dome, Perth | Španělsko     | 1–2      | Prohra |